# Litovel
Litovel (németül:Littau) település Csehországban, a Olomouci járásban. Lakosainak száma 9689 fő (2024. január 1.).

## Története

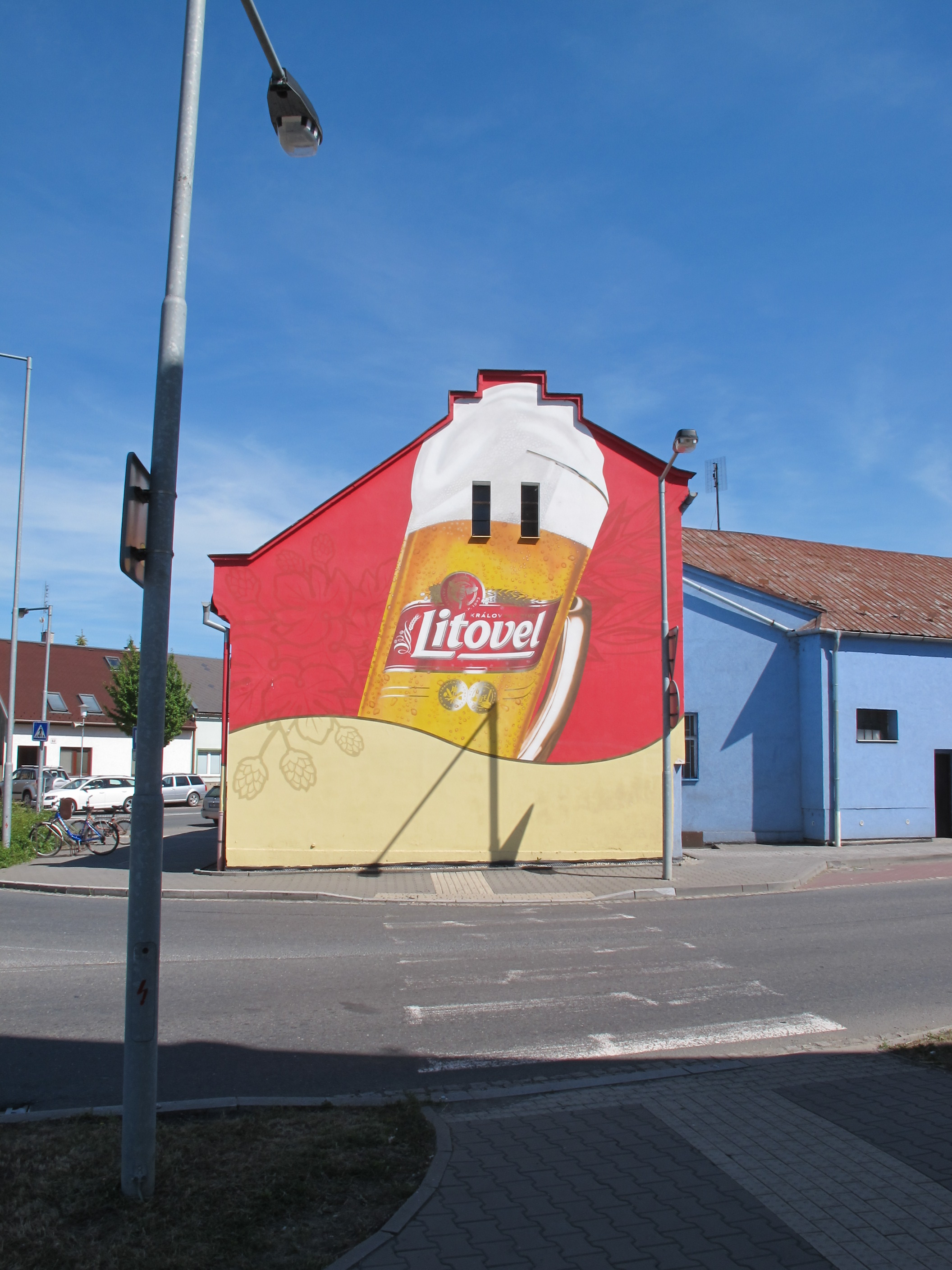
A Litovel sörgyár reklámja

## Fekvése
Litovel Slavětín, Dubčany, Střeň, Uničov, Luká, Mladeč, Náklo, Měrotín, Pňovice, Loučka, Červenka, Haňovice és Cholina településekkel határos.

## Gazdaság
A Litovel, a.s. (Pivovar Litovel)  sörgyár székhelye.

## Nevezetes emberek
- Itt született 1857. július 7.-én Hans Temple (1857 - 1931) német zsáner- és portréfestő.
- Gustav Tschermak Edler von Seysenegg (1836–1927), osztrák mineralógus
- Jan Čep (1902–1973), cseh író, fordító

## Népesség
A település lakosságának változását az alábbi diagram mutatja:
| Lakosok száma | 6254 | 7743 | 8240 | 7438 | 10 123 | 10 030 | 9901 | 9810 | 9567 | 9689 |
|               | 1869 | 1890 | 1921 | 1950 | 1980   | 2001   | 2017 | 2019 | 2022 | 2024 |